# Inundació del 7 de febrer de 2021 a Uttarakhand
El 7 de febrer de 2021, aproximadament a les 10:45 a.m. IST, es va produir el trencament d'un llac proglacial al districte de Chamoli, a l'estat d'Uttarakhand, situat al peu de l'Himàlaia, a l'Índia. El resultat foren grans inundacions al llarg dels rius Alaknanda i Dhauliganga, que provocaren la mort d'almenys deu persones i més d'un centenar de desapareguts, així com nombrosos danys materials.

## Causes
Els científics desconeixen actualment la causa directa i la font de la inundació del llac glacia, tot i que podria haver estat provocat per projectes de construcció a la zona o pel canvi climàtic. La font, probablement un llac proglacial, originat per la retirada de les glaceres de l'Himàlaia els darrers anys, podria haver estat amagat sota una capa de gel que no l'hauria fet visible en les imatges per satèl·lit. Els científics han advertit que el canvi climàtic fon les glaceres de l'Himàlaia a un ritme alarmant. Les glaceres, que subministren aigua a un gran nombre de persones, podrien desaparèixer majoritàriament a finals de segle. "Això s'assembla molt a un esdeveniment de canvi climàtic", va dir Anjal Prakash, professor de la Indian School of Business de Hyderabad. "Les glaceres es fonen a causa de l'escalfament global".

## Danys
El projecte d'energia de Rishiganga, al riu Rishiganga, afluent del riu Dhauliganga, va resultar danyat i es van trobar a faltar 150 treballadors que treballen en el projecte. El districte de Chamoli, a Uttarakhand, semblava haver estat el més afectat pel riu Dhauliganga. Les aigües van arrasar una presa a la confluència del Rishiganga i el Dhauliganga, a la zona de Tapovan. Segons Trivendra Singh Rawat, ministre en cap d'Uttarakhand, les inundacions també van afectar un projecte hidràulic molt més gran propietat de NTPC en què hi havia 176 treballadors treballant en dos túnels, en els quals es creu hi ha treballadors atrapats.

## Salvament
Molts pobles van ser evacuats abans, ja que les autoritats van buidar dues preses aigües avall del riu per evitar que les aigües de les inundacions arribessin a les ciutats de Haridwar i Rishikesh. Dos C-130J Super Hercules amb tres equips de NDRF foren desplegats en missió de rescat. Els equips d'emergència van aconseguir rescatar 16 treballadors que havien quedat atrapats dins d'un túnel. Es creu que altres 35 a 40 treballadors estan atrapats en un segon túnel.